# ジョヴァンニ・ダ・サン・ジョヴァンニ
ジョヴァンニ・ダ・サン・ジョヴァンニ（Giovanni da San Giovanni、1592年3月20日 - 1636年12月9日）は、イタリアの画家である。本名はジョヴァンニ・マンノツィ(Giovanni Mannozzi)である。メディチ家の宮廷画家(familiare di corte)になりフィレンツェのピッティ宮殿などの多くの装飾画を描いた。

## 略歴
トスカーナのサン・ジョヴァンニ・ヴァルダルノで生まれた。通称のダ・サン・ジョヴァンニは生まれた町の名から来ている。父親のGiovan Battista di Agnolo Mannozziは公証人で、ジョヴァンニ・ダ・サン・ヴァンニは聖職者になることを望まれていたが、画家になる道を選び、1608年からフィレンツェの有力な画家、マッテオ・ロッセッリの工房で学んだ。トスカーナ大公のために働いた建築家のジュリオ・パリージ(Giulio Parigi: 1571-1635)とも知り合い、遠近法について学んだともされる。フィレンツェに作られたアカデミア・デル・ディセーニョ（Accademia del Disegno）の会員として認められた。
1615年にフィレンツェのブオナローティ邸(Casa Buonarroti)の展示室の装飾画を描いた画家の一人であり、フィレンツェのオンニサンティ教会(Chiesa di Ognissanti)の壁画も描いた。1617年にメディチ家の宮廷画家(familiare di corte)の称号を与えられた。
1621年にフランチェスコ・フリーニとともにローマに移った。ジョヴァンニ・ダ・サン・ジョヴァンニは1628年までローマに滞在し、多くの作品を制作した。
ローマを離れた後、1629年から1631年にかけてイタリアでペストが流行し、フィレンツェにもその兆しがあり、フィレンツェ郊外の教会などの仕事をした後、フィレンツェのメディチ家の一族のべっていなどの装飾画を描いた。ジョヴァンニ・ダ・サン・ジョヴァンニの最後の仕事は、1635年に注文を受けたフィレンツェのピッティ宮殿の装飾画の作成であったが、1636年に亡くなりこの仕事を完成できなかったが、後ににフランチェスコ・フリーニらによって完成された。

## 作品

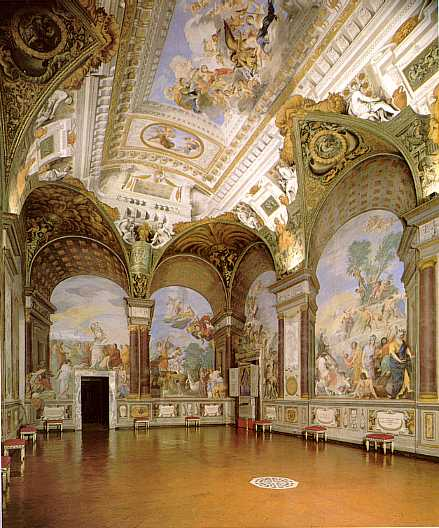
ジョヴァンニ・ダ・サン・ジョヴァンニの最後の仕事となったピッティ宮殿の壁画
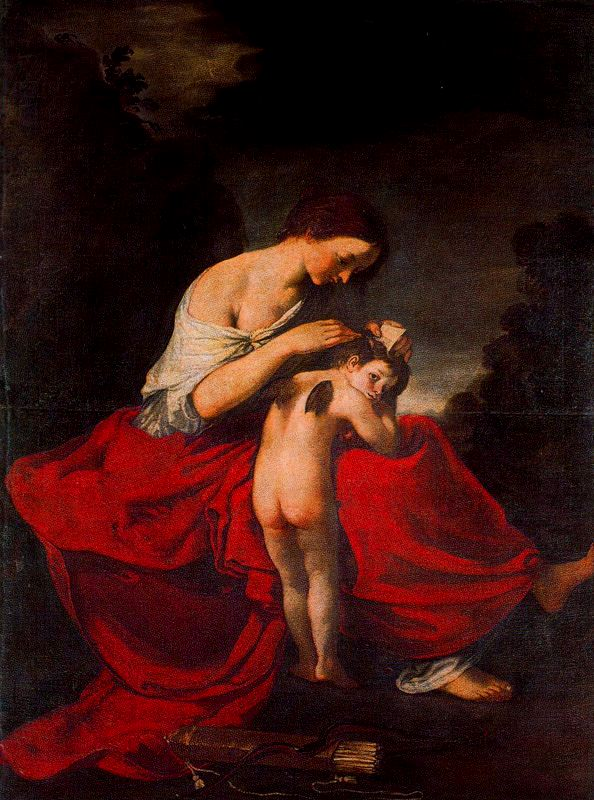
キューピッドの髪をとかすヴィーナス ピッティ宮殿
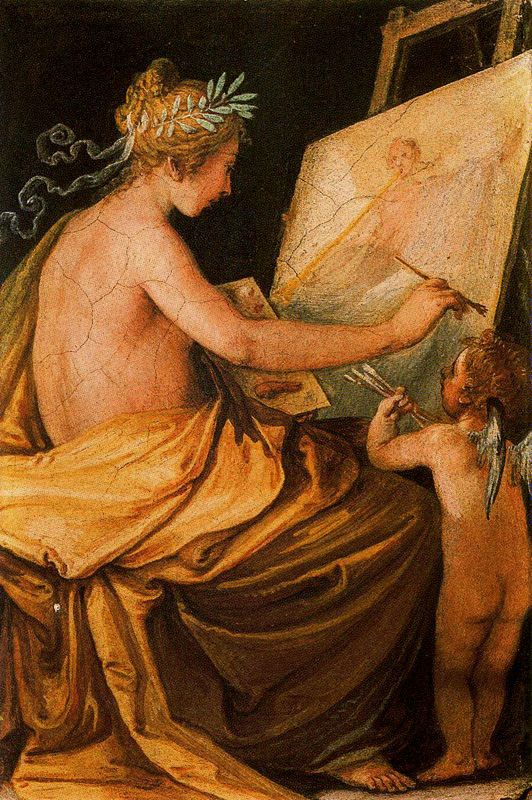
La Pintura pintando a la Gloria ピッティ宮殿
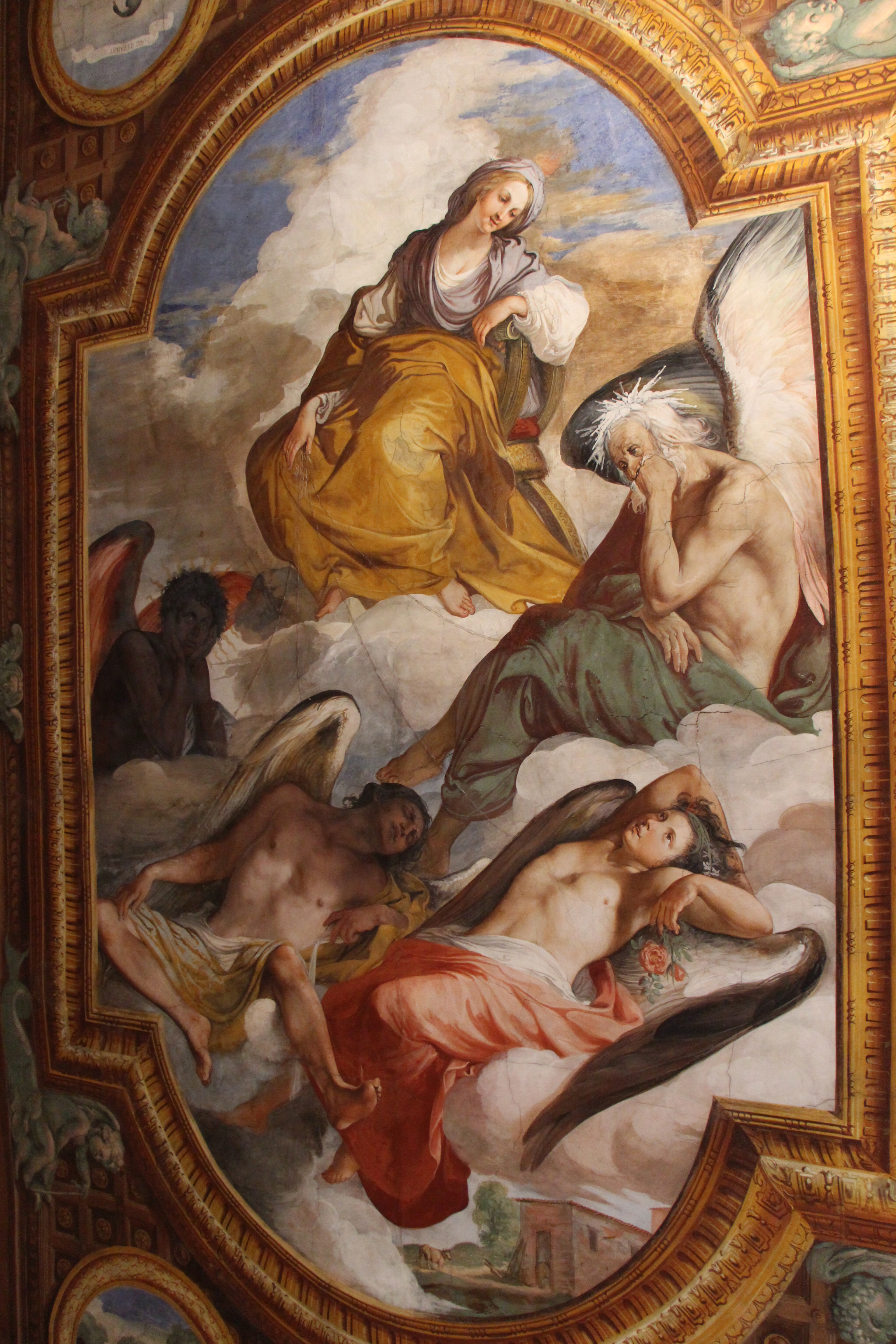
クイエテ邸(Villa La Quiete)の装飾画

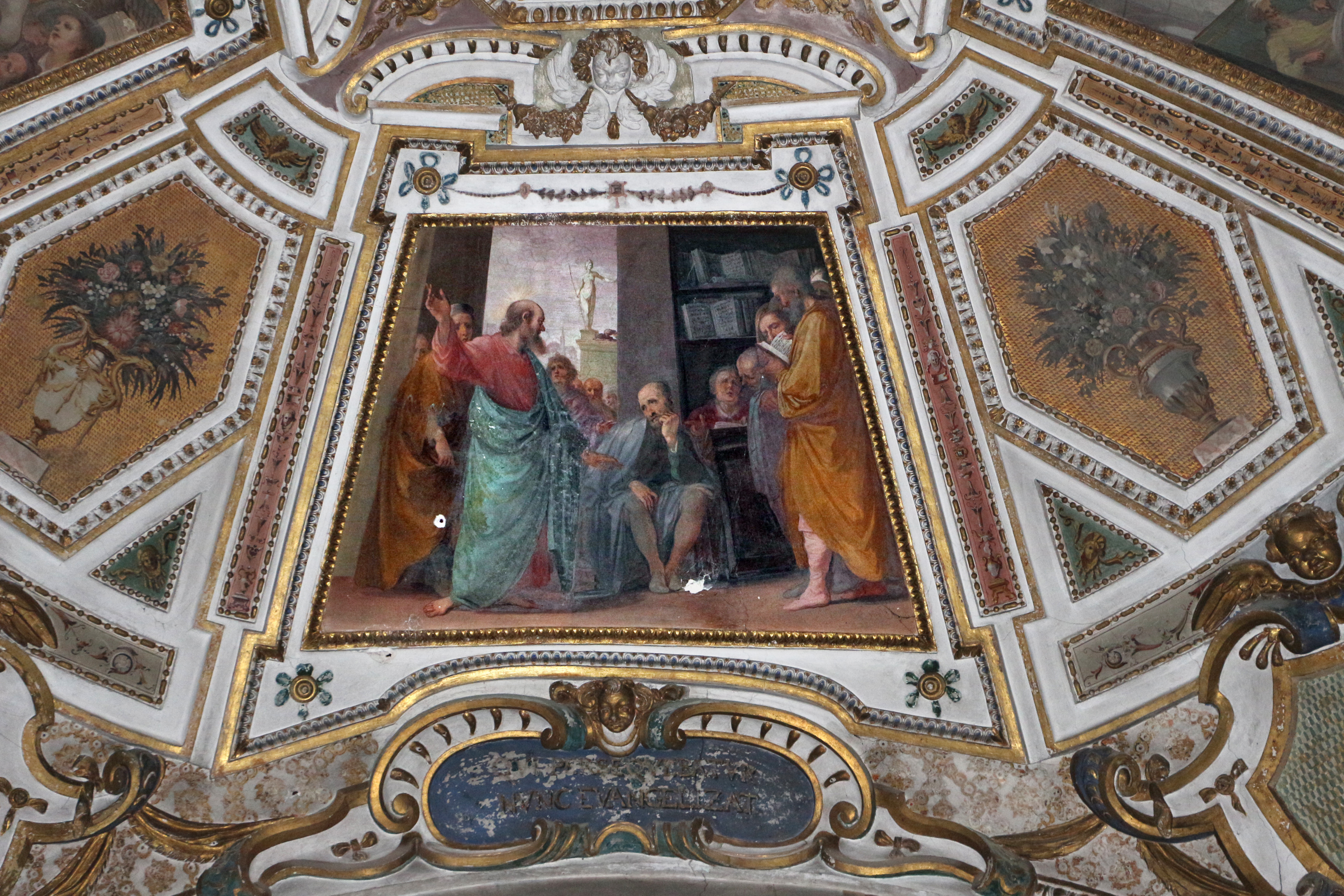
ヴォルテッラの聖堂の装飾画
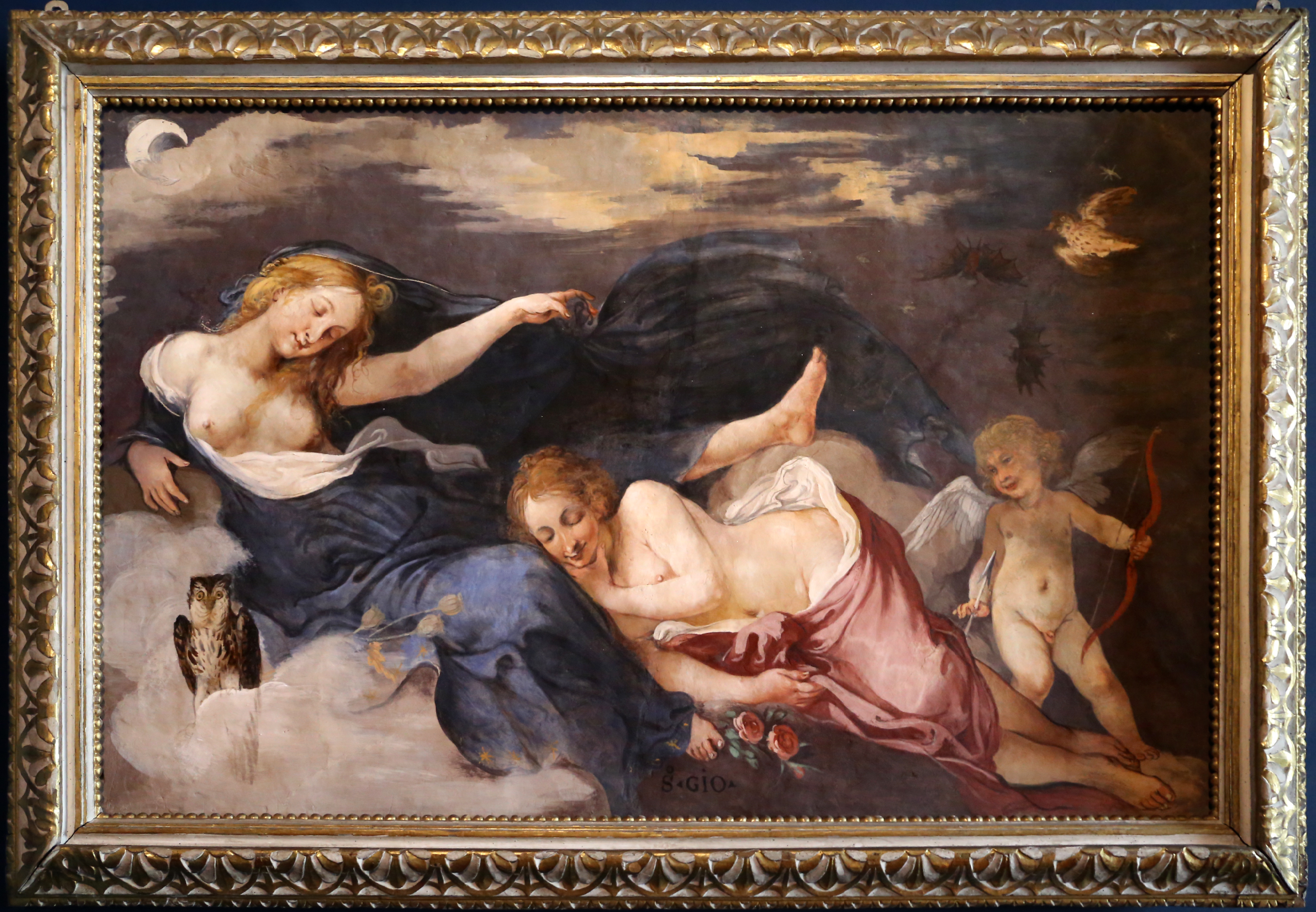
"notte, aurora e un amorino" Museo Bardini
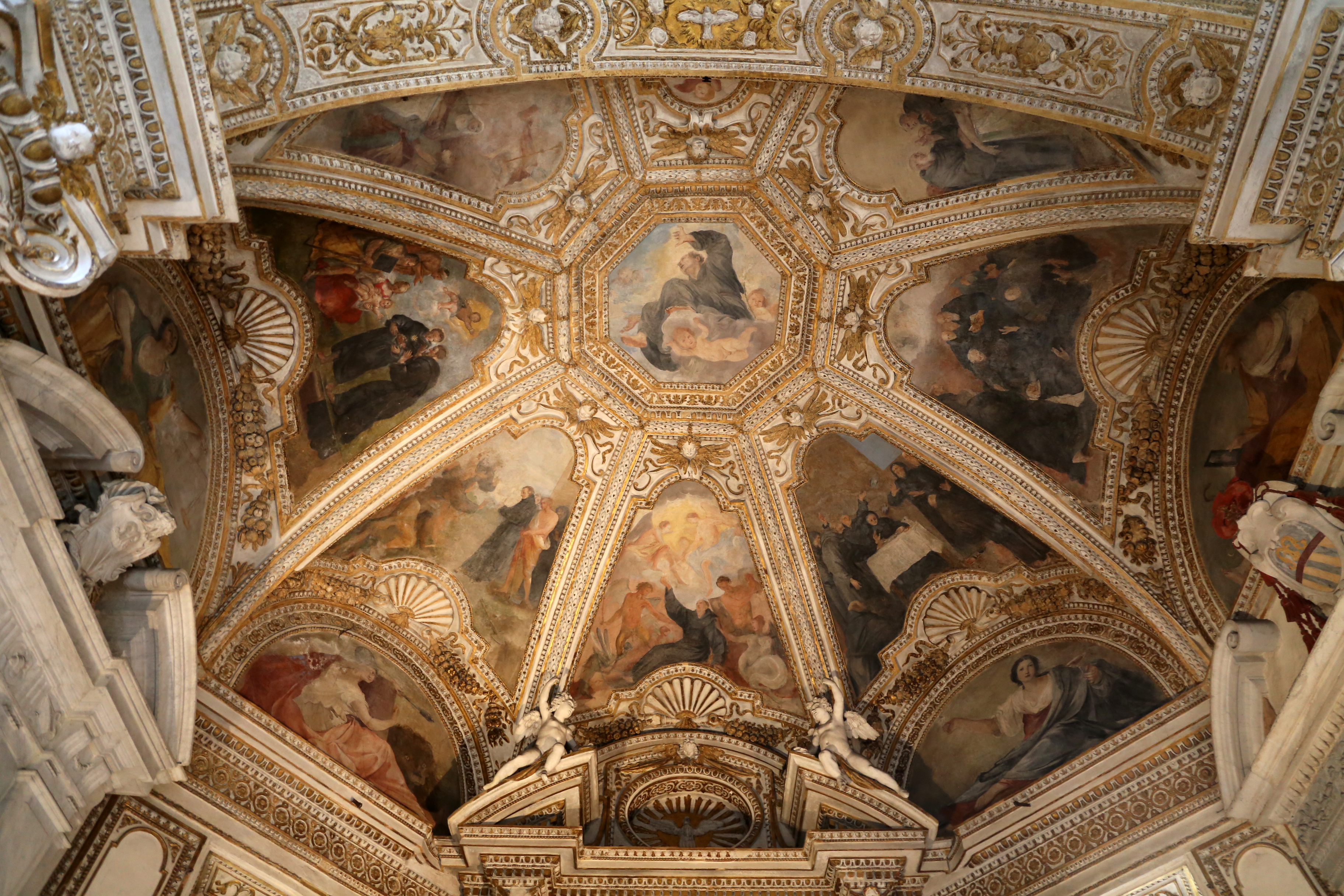
ローマのサンタ・マリア・デル・ポポロ教会の天井画